# Daniel Peacock
Daniel Peacock (Londra, 2 ottobre 1958) è un attore, scrittore e regista britannico.
È conosciuto soprattutto per il suo lavoro con il team di The Comic Strip. È figlio dell'attore Trevor Peacock.

## Biografia
Ha frequentato la Ashmole School a Southgate, Londra. In seguito studiò alla Central School of Speech & Drama prima di iniziare una breve carriera comica. Poi si dedicò alla carriera cinematografica; tra le sue apparizioni più importanti compaiono Robin Hood - Principe dei ladri (1991), Gandhi (1982) e Party Party (1983).
Inoltre è il regista della serie tv Two Hats Film & Television insieme a Georgia Dussaud.

## Filmografia

### Cinema
- Quadrophenia, regia di Franc Roddam (1979)
- Porridge, regia di Dick Clement (1979)
- Riding High, regia di Ross Cramer (1981)
- Gandhi, regia di Richard Attenborough (1982)
- Sulle orme della pantera rosa (Trail of the Pink Panther), regia di Blake Edwards (1982)
- Party Party, regia di Terry Winsor (1983)
- The Supergrass, regia di Peter Richardson (1985)
- Il gioiello del Nilo (The Jewel of the Nile), regia di Lewis Teague (1985)
- Una signora chiamata presidente (Whoops Apocalypse), regia di Tom Bussmann (1988)
- Mangia il ricco (Eat the Rich), regia di Peter Richardson (1987)
- I Bought a Vampire Motorcycle, regia di Dirk Campbell (1990)
- Robin Hood - Principe dei ladri (Robin Hood: Prince of Thieves), regia di Kevin Reynolds (1991)
- Carry on Columbus, regia di Gerald Thomas (1992)
- Small Time Obsession, regia di Piotr Szkopiak (2000)
- Lo schiaccianoci (The Nutcracker in 3D), regia di Andrey Konchalovskiy (2010)
- A Landscape of Lies - Directors Cut, regia di Paul Knight (2011)
- No Reasons, regia di Spencer Hawken (2016)

### Televisione
- Plain Murder – film TV (1978)
- Bloody Kids – film TV (1980)
- Only Fools and Horses – serie TV, episodio 4x04 (1985)
- Robin Hood (Robin of Sherwood) – serie TV, episodio 3x02 (1986)
- Gli occhi dei gatti (C.A.T.S. Eyes) – serie TV, episodio 2x07 (1986)
- Supernonna (Super Gran) – serie TV, episodio 2x01 (1987)
- Doctor Who – serie TV, episodi 25x11-25x12 (1988)
- Metropolitan Police (The Bill) – serie TV, episodi 4x31-7x81 (1988-1991)
- Casualty – serie TV, episodio 6x12 (1991)
- Cluedo – serie TV, episodio 4x06 (1993)
- Coming of Age – serie TV, episodi 3x02-3x03 (2011)
- Strike – serie TV, episodio 4x02 (2022)

## Doppiatori italiani
- Claudio Capone in Il gioiello del Nilo
- Mino Caprio in Lo schiaccianoci in 3D

## Riconoscimenti
- 2002 – BAFTA Children's Award
  - Candidatura Best Writer per Harry and Cosh (1999)[1]